# Wálter Centeno
Wálter Centeno Corea (Palmar Sur, 6 ottobre 1974) è un allenatore di calcio ed ex calciatore costaricano, di ruolo trequartista.

## Caratteristiche tecniche
Era un centrocampista molto creativo con una visione di gioco fuori dal comune. Calciava bene le punizioni e non disdegnava di cercare la via della rete avversaria.

## Carriera[1]

### Club
Iniziò la sua carriera professionale nel Belén quando Alexandre Guimarães era il suo tecnico, lì stette in prestito dal Saprissa nelle campagne del 1994-95 e 1995-96 insieme a José Pablo Fonseca, Alejandro Sequeira ed il franci in bicicletta. In seguito passò al Saprissa dove ottenne tornei di ogni tipo. Fu campione nazionale nel 1997-98, 1998-99, 2003-04, 2005-06, 2006-07, Invierno 2007, Verano 2008, Invierno 2008 e Verano 2010, nonché ottenne il titolo di Grandes de Centroamérica nel 1998, la Coppa UNCAF 2002 e la CONCACAF Champions' Cup 2005, riuscendo inoltre a partecipare al Mondiale per Club 2005.
Giocò anche in Grecia con l'AEK Atene nel 2002 dove ebbe il lusso di giocare la Champions League e perfino gridare gol nel Santiago Bernabéu e l'Olimpico di Roma.
Nel campionato nazionale giocò 502 partite, 449 di esse col Saprissa essendo il quarto calciatore con più partite nella storia del club di Tibás ed inoltre con 105 partite ufficiali internazionali il secondo morado con più partite della squadra.

### Nazionale
Con la squadra nazionale conta 137 partite a livello maggiore, giocò due Coppe America, due Coppe del Mondo, quattro eliminatorie mondiali, quattro Coppe UNCAF e sette Gold Cup.

## Statistiche

### Presenze e reti nei club
| Stagione  | Squadra  | Campionato | Campionato | Campionato | Campionato |
| Stagione  | Squadra  | Comp       | Pres       | Reti       |            |
| --------- | -------- | ---------- | ---------- | ---------- | ---------- |
| 1994-1995 | Belén    | PD         | -          | -          |            |
| 1995-1996 | Belén    | PD         | -          | -          |            |
| 1996-1997 | Saprissa | PD         | 15         | 1          |            |
| 1997-1998 | Saprissa | PD         | 23         | 3          |            |
| 1998-1999 | Saprissa | PD         | 30         | 3          |            |
| 1999-2000 | Saprissa | PD         | 27         | 2          |            |
| 2000-2001 | Saprissa | PD         | 27         | 1          |            |
| 2001-2002 | Saprissa | PD         | 30         | 8          |            |
| 2002-2003 | AEK      | SL         | 14         | 1          |            |
| 2003-2004 | Saprissa | PD         | 26         | 3          |            |
| 2004-2005 | Saprissa | PD         | 34         | 5          |            |
| 2005-2006 | Saprissa | PD         | 32         | 9          |            |
| 2006-2007 | Saprissa | PD         | 35         | 5          |            |
| 2007-2008 | Saprissa | PD         | 19         | 6          |            |
| 2008-2009 | Saprissa | PD         | 25         | 5          |            |
| 2009-2010 | Saprissa | PD         | 22         | 4          |            |
| 2010-2011 | Saprissa | PD         | 26         | 6          |            |
| 2011-2012 | Saprissa | PD         | 32         | 4          |            |

### Cronologia presenze e reti in Nazionale
| Cronologia completa delle presenze e delle reti in nazionale ― Costa Rica | Cronologia completa delle presenze e delle reti in nazionale ― Costa Rica | Cronologia completa delle presenze e delle reti in nazionale ― Costa Rica | Cronologia completa delle presenze e delle reti in nazionale ― Costa Rica | Cronologia completa delle presenze e delle reti in nazionale ― Costa Rica | Cronologia completa delle presenze e delle reti in nazionale ― Costa Rica | Cronologia completa delle presenze e delle reti in nazionale ― Costa Rica | Cronologia completa delle presenze e delle reti in nazionale ― Costa Rica |
| Data                                                                      | Città                                                                     | In casa                                                                   | Risultato                                                                 | Ospiti                                                                    | Competizione                                                              | Reti                                                                      | Note                                                                      |
| ------------------------------------------------------------------------- | ------------------------------------------------------------------------- | ------------------------------------------------------------------------- | ------------------------------------------------------------------------- | ------------------------------------------------------------------------- | ------------------------------------------------------------------------- | ------------------------------------------------------------------------- | ------------------------------------------------------------------------- |
| 27-9-1995                                                                 | Kingston                                                                  | Giamaica                                                                  | 2 – 0                                                                     | Costa Rica                                                                | Amichevole                                                                | -                                                                         |                                                                           |
| 21-1-1998                                                                 | Nicoya                                                                    | Costa Rica                                                                | 1 – 4                                                                     | Honduras                                                                  | Amichevole                                                                | -                                                                         |                                                                           |
| 28-1-1999                                                                 | Alajuela                                                                  | Costa Rica                                                                | 0 – 0                                                                     | Ecuador                                                                   | Amichevole                                                                | -                                                                         |                                                                           |
| 24-2-1999                                                                 | San José                                                                  | Costa Rica                                                                | 9 – 0                                                                     | Giamaica                                                                  | Amichevole                                                                | 1                                                                         |                                                                           |
| 21-3-1999                                                                 | San José                                                                  | Costa Rica                                                                | 0 – 1                                                                     | Honduras                                                                  | Coppa UNCAF 1999                                                          | -                                                                         |                                                                           |
| 24-3-1999                                                                 | San José                                                                  | Costa Rica                                                                | 1 – 0                                                                     | Guatemala                                                                 | Coppa UNCAF 1999                                                          | -                                                                         |                                                                           |
| 26-3-1999                                                                 | San José                                                                  | Costa Rica                                                                | 1 – 2                                                                     | Honduras                                                                  | Coppa UNCAF 1999                                                          | -                                                                         |                                                                           |
| 17-7-1999                                                                 | Fullerton                                                                 | Costa Rica                                                                | 1 – 0                                                                     | Arabia Saudita                                                            | Amichevole                                                                | -                                                                         |                                                                           |
| 18-8-1999                                                                 | Montevideo                                                                | Uruguay                                                                   | 5 – 4                                                                     | Costa Rica                                                                | Amichevole                                                                | -                                                                         |                                                                           |
| 25-11-1999                                                                | Alajuela                                                                  | Costa Rica                                                                | 4 – 0                                                                     | Slovacchia                                                                | Amichevole                                                                | 1                                                                         |                                                                           |
| 29-12-1999                                                                | Alajuela                                                                  | Costa Rica                                                                | 1 – 1                                                                     | Honduras                                                                  | Amichevole                                                                | -                                                                         |                                                                           |
| 26-1-2000                                                                 | San José                                                                  | Costa Rica                                                                | 2 – 1                                                                     | Trinidad e Tobago                                                         | Amichevole                                                                | -                                                                         |                                                                           |
| 2-2-2000                                                                  | San José                                                                  | Costa Rica                                                                | 1 – 0                                                                     | Cile                                                                      | Amichevole                                                                | -                                                                         |                                                                           |
| 13-2-2000                                                                 | San Diego                                                                 | Canada                                                                    | 2 – 2                                                                     | Costa Rica                                                                | Gold Cup 2000 - 1º turno                                                  | -                                                                         |                                                                           |
| 17-2-2000                                                                 | Los Angeles                                                               | Costa Rica                                                                | 2 – 2                                                                     | Corea del Sud                                                             | Gold Cup 2000 - 1º turno                                                  | -                                                                         |                                                                           |
| 20-2-2000                                                                 | San Diego                                                                 | Costa Rica                                                                | 1 – 2                                                                     | Trinidad e Tobago                                                         | Gold Cup 2000 - Quarti di finale                                          | -                                                                         |                                                                           |
| 21-6-2000                                                                 | Ciudad del Este                                                           | Paraguay                                                                  | 1 – 0                                                                     | Costa Rica                                                                | Amichevole                                                                | -                                                                         |                                                                           |
| 1-7-2000                                                                  | Alajuela                                                                  | Costa Rica                                                                | 5 – 1                                                                     | Panama                                                                    | Amichevole                                                                | 1                                                                         |                                                                           |
| 9-7-2000                                                                  | San José                                                                  | Costa Rica                                                                | 7 – 1                                                                     | Saint Vincent e Grenadine                                                 | Amichevole                                                                | -                                                                         |                                                                           |
| 16-7-2000                                                                 | Bridgetown                                                                | Barbados                                                                  | 2 – 1                                                                     | Costa Rica                                                                | Qual. Mondiali 2002                                                       | -                                                                         |                                                                           |
| 23-7-2000                                                                 | San José                                                                  | Costa Rica                                                                | 2 – 1                                                                     | Stati Uniti                                                               | Qual. Mondiali 2002                                                       | -                                                                         |                                                                           |
| 10-8-2000                                                                 | Alajuela                                                                  | Costa Rica                                                                | 1 – 5                                                                     | Venezuela                                                                 | Amichevole                                                                | -                                                                         |                                                                           |
| 15-8-2000                                                                 | Alajuela                                                                  | Costa Rica                                                                | 2 – 1                                                                     | Guatemala                                                                 | Qual. Mondiali 2002                                                       | -                                                                         |                                                                           |
| 3-9-2000                                                                  | San José                                                                  | Costa Rica                                                                | 3 – 0                                                                     | Barbados                                                                  | Qual. Mondiali 2002                                                       | -                                                                         |                                                                           |
| 11-10-2000                                                                | Columbus                                                                  | Stati Uniti                                                               | 0 – 0                                                                     | Costa Rica                                                                | Qual. Mondiali 2002                                                       | -                                                                         |                                                                           |
| 15-11-2000                                                                | Mazatenango                                                               | Guatemala                                                                 | 2 – 1                                                                     | Costa Rica                                                                | Qual. Mondiali 2002                                                       | -                                                                         |                                                                           |
| 23-5-2001                                                                 | San Pedro Sula                                                            | Costa Rica                                                                | 4 – 0                                                                     | Belize                                                                    | Coppa UNCAF 2001                                                          | -                                                                         |                                                                           |
| 27-5-2001                                                                 | San Pedro Sula                                                            | Costa Rica                                                                | 1 – 1                                                                     | Guatemala                                                                 | Coppa UNCAF 2001                                                          | -                                                                         |                                                                           |
| 30-5-2001                                                                 | San Pedro Sula                                                            | Costa Rica                                                                | 2 – 1                                                                     | Panama                                                                    | Coppa UNCAF 2001                                                          | 1                                                                         |                                                                           |
| 1-6-2001                                                                  | Tegucigalpa                                                               | Costa Rica                                                                | 0 – 2                                                                     | Guatemala                                                                 | Coppa UNCAF 2001                                                          | -                                                                         |                                                                           |
| 3-6-2001                                                                  | San Pedro Sula                                                            | Costa Rica                                                                | 1 – 1                                                                     | El Salvador                                                               | Coppa UNCAF 2001                                                          | 1                                                                         |                                                                           |
| 1-7-2001                                                                  | Tegucigalpa                                                               | Honduras                                                                  | 2 – 3                                                                     | Costa Rica                                                                | Qual. Mondiali 2002                                                       | -                                                                         |                                                                           |
| 13-7-2001                                                                 | Medellín                                                                  | Honduras                                                                  | 0 – 1                                                                     | Costa Rica                                                                | Coppa America 2001 - 1º turno                                             | -                                                                         |                                                                           |
| 16-7-2001                                                                 | Medellín                                                                  | Uruguay                                                                   | 1 – 1                                                                     | Costa Rica                                                                | Coppa America 2001 - 1º turno                                             | -                                                                         |                                                                           |
| 19-7-2001                                                                 | Medellín                                                                  | Bolivia                                                                   | 0 – 4                                                                     | Costa Rica                                                                | Coppa America 2001 - 1º turno                                             | -                                                                         |                                                                           |
| 22-7-2001                                                                 | Armenia                                                                   | Costa Rica                                                                | 1 – 2                                                                     | Uruguay                                                                   | Coppa America 2001 - Quarti di finale                                     | -                                                                         |                                                                           |
| 1-9-2001                                                                  | Port of Spain                                                             | Trinidad e Tobago                                                         | 0 – 2                                                                     | Costa Rica                                                                | Qual. Mondiali 2002                                                       | -                                                                         |                                                                           |
| 5-9-2001                                                                  | San José                                                                  | Costa Rica                                                                | 2 – 0                                                                     | Stati Uniti                                                               | Qual. Mondiali 2002                                                       | -                                                                         |                                                                           |
| 7-10-2001                                                                 | San José                                                                  | Costa Rica                                                                | 0 – 0                                                                     | Messico                                                                   | Qual. Mondiali 2002                                                       | -                                                                         |                                                                           |
| 18-1-2002                                                                 | Miami                                                                     | Costa Rica                                                                | 2 – 0                                                                     | Martinica                                                                 | Gold Cup 2002                                                             | -                                                                         |                                                                           |
| 20-1-2002                                                                 | Miami                                                                     | Trinidad e Tobago                                                         | 1 – 1                                                                     | Costa Rica                                                                | Gold Cup 2002                                                             | -                                                                         |                                                                           |
| 26-1-2002                                                                 | Miami                                                                     | Costa Rica                                                                | 2 – 1                                                                     | Haiti                                                                     | Gold Cup 2002                                                             | 1                                                                         |                                                                           |
| 30-1-2002                                                                 | Pasadena                                                                  | Costa Rica                                                                | 3 – 1                                                                     | Corea del Sud                                                             | Gold Cup 2002                                                             | -                                                                         |                                                                           |
| 2-2-2002                                                                  | Pasadena                                                                  | Stati Uniti                                                               | 2 – 0                                                                     | Costa Rica                                                                | Gold Cup 2002                                                             | -                                                                         |                                                                           |
| 17-4-2002                                                                 | Yokohama                                                                  | Giappone                                                                  | 1 – 1                                                                     | Costa Rica                                                                | Amichevole                                                                | -                                                                         |                                                                           |
| 20-4-2002                                                                 | Taegu                                                                     | Corea del Sud                                                             | 2 – 0                                                                     | Costa Rica                                                                | Amichevole                                                                | -                                                                         |                                                                           |
| 9-5-2002                                                                  | San José                                                                  | Costa Rica                                                                | 1 – 2                                                                     | Colombia                                                                  | Amichevole                                                                | 1                                                                         |                                                                           |
| 26-5-2002                                                                 | Kumamoto                                                                  | Costa Rica                                                                | 0 – 1                                                                     | Belgio                                                                    | Amichevole                                                                | -                                                                         |                                                                           |
| 4-6-2002                                                                  | Gwangju                                                                   | Cina                                                                      | 0 – 2                                                                     | Costa Rica                                                                | Mondiali 2002 - 1º turno                                                  | -                                                                         |                                                                           |
| 9-6-2002                                                                  | Incheon                                                                   | Costa Rica                                                                | 1 – 1                                                                     | Turchia                                                                   | Mondiali 2002 - 1º turno                                                  | -                                                                         |                                                                           |
| 13-6-2002                                                                 | Suwon                                                                     | Costa Rica                                                                | 2 – 5                                                                     | Brasile                                                                   | Mondiali 2002 - 1º turno                                                  | -                                                                         |                                                                           |
| 16-10-2002                                                                | San José                                                                  | Costa Rica                                                                | 1 – 1                                                                     | Ecuador                                                                   | Amichevole                                                                | -                                                                         |                                                                           |
| 11-2-2003                                                                 | Panama                                                                    | Costa Rica                                                                | 1 – 0                                                                     | El Salvador                                                               | Coppa UNCAF 2003                                                          | -                                                                         |                                                                           |
| 13-2-2003                                                                 | Panama                                                                    | Guatemala                                                                 | 1 – 1                                                                     | Costa Rica                                                                | Coppa UNCAF 2003                                                          | 1                                                                         |                                                                           |
| 15-2-2003                                                                 | Colón                                                                     | Costa Rica                                                                | 1 – 0                                                                     | Nicaragua                                                                 | Coppa UNCAF 2003                                                          | -                                                                         |                                                                           |
| 20-2-2003                                                                 | Panama                                                                    | Costa Rica                                                                | 1 – 0                                                                     | Honduras                                                                  | Coppa UNCAF 2003                                                          | -                                                                         |                                                                           |
| 29-3-2003                                                                 | Alajuela                                                                  | Costa Rica                                                                | 2 – 1                                                                     | Paraguay                                                                  | Amichevole                                                                | -                                                                         |                                                                           |
| 30-4-2003                                                                 | Santiago del Cile                                                         | Cile                                                                      | 1 – 0                                                                     | Costa Rica                                                                | Amichevole                                                                | -                                                                         |                                                                           |
| 8-6-2003                                                                  | San José                                                                  | Costa Rica                                                                | 1 – 0                                                                     | Cile                                                                      | Amichevole                                                                | -                                                                         |                                                                           |
| 12-7-2003                                                                 | Foxborough                                                                | Canada                                                                    | 1 – 0                                                                     | Costa Rica                                                                | Gold Cup 2003 - 1º turno                                                  | -                                                                         |                                                                           |
| 16-7-2003                                                                 | Foxborough                                                                | Costa Rica                                                                | 3 – 0                                                                     | Cuba                                                                      | Gold Cup 2003 - 1º turno                                                  | 1                                                                         |                                                                           |
| 19-7-2003                                                                 | Foxborough                                                                | Costa Rica                                                                | 5 – 2                                                                     | El Salvador                                                               | Gold Cup 2003 - Quarti di finale                                          | 3                                                                         |                                                                           |
| 24-7-2003                                                                 | Città del Messico                                                         | Messico                                                                   | 2 – 0                                                                     | Costa Rica                                                                | Gold Cup 2003 - Semifinale                                                | -                                                                         |                                                                           |
| 26-7-2003                                                                 | Miami                                                                     | Stati Uniti                                                               | 3 – 2                                                                     | Costa Rica                                                                | Gold Cup 2003 - Finale 3º posto                                           | -                                                                         |                                                                           |
| 20-8-2003                                                                 | Vienna                                                                    | Austria                                                                   | 2 – 0                                                                     | Costa Rica                                                                | Amichevole                                                                | -                                                                         |                                                                           |
| 7-9-2003                                                                  | Fort Lauderdale                                                           | Costa Rica                                                                | 2 – 0                                                                     | Cina                                                                      | Amichevole                                                                | -                                                                         |                                                                           |
| 11-10-2003                                                                | Potchefstroom                                                             | Sudafrica                                                                 | 2 – 1                                                                     | Costa Rica                                                                | Amichevole                                                                | -                                                                         |                                                                           |
| 31-3-2004                                                                 | Carson                                                                    | Costa Rica                                                                | 0 – 2                                                                     | Messico                                                                   | Amichevole                                                                | -                                                                         |                                                                           |
| 4-6-2004                                                                  | San Carlos                                                                | Costa Rica                                                                | 5 – 1                                                                     | Nicaragua                                                                 | Amichevole                                                                | -                                                                         |                                                                           |
| 12-6-2004                                                                 | L'Avana                                                                   | Cuba                                                                      | 2 – 2                                                                     | Costa Rica                                                                | Qual. Mondiali 2006                                                       | -                                                                         |                                                                           |
| 20-6-2004                                                                 | Alajuela                                                                  | Costa Rica                                                                | 1 – 1                                                                     | Cuba                                                                      | Qual. Mondiali 2006                                                       | -                                                                         |                                                                           |
| 8-7-2004                                                                  | Arequipa                                                                  | Costa Rica                                                                | 0 – 1                                                                     | Paraguay                                                                  | Coppa America 2004 - 1º turno                                             | -                                                                         |                                                                           |
| 11-7-2004                                                                 | Arequipa                                                                  | Brasile                                                                   | 4 – 1                                                                     | Costa Rica                                                                | Coppa America 2004 - 1º turno                                             | -                                                                         |                                                                           |
| 14-7-2004                                                                 | Tacna                                                                     | Costa Rica                                                                | 2 – 1                                                                     | Cile                                                                      | Coppa America 2004 - 1º turno                                             | -                                                                         |                                                                           |
| 17-7-2004                                                                 | Trujillo                                                                  | Colombia                                                                  | 2 – 0                                                                     | Costa Rica                                                                | Coppa America 2004 - Quarti di finale                                     | -                                                                         |                                                                           |
| 18-8-2004                                                                 | Alajuela                                                                  | Costa Rica                                                                | 2 – 5                                                                     | Honduras                                                                  | Qual. Mondiali 2006                                                       | -                                                                         |                                                                           |
| 5-9-2004                                                                  | Città del Guatemala                                                       | Guatemala                                                                 | 2 – 1                                                                     | Costa Rica                                                                | Qual. Mondiali 2006                                                       | -                                                                         |                                                                           |
| 8-9-2004                                                                  | San José                                                                  | Costa Rica                                                                | 1 – 0                                                                     | Canada                                                                    | Qual. Mondiali 2006                                                       | -                                                                         |                                                                           |
| 9-10-2004                                                                 | San José                                                                  | Costa Rica                                                                | 5 – 0                                                                     | Guatemala                                                                 | Qual. Mondiali 2006                                                       | -                                                                         |                                                                           |
| 17-11-2004                                                                | San Pedro Sula                                                            | Honduras                                                                  | 0 – 0                                                                     | Costa Rica                                                                | Qual. Mondiali 2006                                                       | -                                                                         |                                                                           |
| 12-1-2005                                                                 | Alajuela                                                                  | Costa Rica                                                                | 3 – 3                                                                     | Haiti                                                                     | Amichevole                                                                | 1                                                                         |                                                                           |
| 9-2-2005                                                                  | San José                                                                  | Costa Rica                                                                | 1 – 2                                                                     | Messico                                                                   | Qual. Mondiali 2006                                                       | -                                                                         |                                                                           |
| 26-3-2005                                                                 | San José                                                                  | Costa Rica                                                                | 2 – 1                                                                     | Panama                                                                    | Qual. Mondiali 2006                                                       | -                                                                         |                                                                           |
| 30-3-2005                                                                 | Port of Spain                                                             | Trinidad e Tobago                                                         | 0 – 0                                                                     | Costa Rica                                                                | Qual. Mondiali 2006                                                       | -                                                                         |                                                                           |
| 8-6-2005                                                                  | San José                                                                  | Costa Rica                                                                | 3 – 2                                                                     | Guatemala                                                                 | Qual. Mondiali 2006                                                       | -                                                                         |                                                                           |
| 17-08-2005                                                                | Città del Messico                                                         | Messico                                                                   | 2 – 0                                                                     | Costa Rica                                                                | Qual. Mondiali 2006                                                       | -                                                                         |                                                                           |
| 3-9-2005                                                                  | Panama                                                                    | Panama                                                                    | 1 – 3                                                                     | Costa Rica                                                                | Qual. Mondiali 2006                                                       | 1                                                                         |                                                                           |
| 7-9-2005                                                                  | San José                                                                  | Costa Rica                                                                | 2 – 0                                                                     | Trinidad e Tobago                                                         | Qual. Mondiali 2006                                                       | 1                                                                         |                                                                           |
| 8-10-2005                                                                 | San José                                                                  | Costa Rica                                                                | 3 – 0                                                                     | Stati Uniti                                                               | Qual. Mondiali 2006                                                       | -                                                                         |                                                                           |
| 9-11-2005                                                                 | Fort-de-France                                                            | Francia                                                                   | 3 – 2                                                                     | Costa Rica                                                                | Amichevole                                                                | -                                                                         |                                                                           |
| 11-2-2006                                                                 | Oakland                                                                   | Costa Rica                                                                | 1 – 0                                                                     | Corea del Sud                                                             | Amichevole                                                                | -                                                                         |                                                                           |
| 28-5-2006                                                                 | Kiev                                                                      | Ucraina                                                                   | 4 – 0                                                                     | Costa Rica                                                                | Amichevole                                                                | -                                                                         |                                                                           |
| 30-5-2006                                                                 | Jablonec nad Nisou                                                        | Rep. Ceca                                                                 | 1 – 0                                                                     | Costa Rica                                                                | Amichevole                                                                | -                                                                         |                                                                           |
| 9-6-2006                                                                  | Monaco di Baviera                                                         | Germania                                                                  | 4 – 2                                                                     | Costa Rica                                                                | Mondiali 2006 - 1º turno                                                  | -                                                                         |                                                                           |
| 15-6-2006                                                                 | Amburgo                                                                   | Ecuador                                                                   | 3 – 0                                                                     | Costa Rica                                                                | Mondiali 2006 - 1º turno                                                  | -                                                                         |                                                                           |
| 20-6-2006                                                                 | Hannover                                                                  | Costa Rica                                                                | 1 – 2                                                                     | Polonia                                                                   | Mondiali 2006 - 1º turno                                                  | -                                                                         |                                                                           |
| 4-2-2007                                                                  | Alajuela                                                                  | Costa Rica                                                                | 4 – 0                                                                     | Trinidad e Tobago                                                         | Amichevole                                                                | -                                                                         |                                                                           |
| 9-2-2007                                                                  | San Salvador                                                              | Costa Rica                                                                | 3 – 1                                                                     | Honduras                                                                  | Coppa UNCAF 2007                                                          | -                                                                         |                                                                           |
| 13-2-2007                                                                 | San Salvador                                                              | Costa Rica                                                                | 0 – 1                                                                     | Panama                                                                    | Coppa UNCAF 2007                                                          | -                                                                         |                                                                           |
| 16-2-2007                                                                 | San Salvador                                                              | El Salvador                                                               | 0 – 2                                                                     | Costa Rica                                                                | Coppa UNCAF 2007                                                          | -                                                                         |                                                                           |
| 18-2-2007                                                                 | San Salvador                                                              | Costa Rica                                                                | 1 – 1 (4 – 1 dtr)                                                         | Panama                                                                    | Coppa UNCAF 2007                                                          | -                                                                         |                                                                           |
| 24-3-2007                                                                 | San José                                                                  | Costa Rica                                                                | 4 – 0                                                                     | Nuova Zelanda                                                             | Amichevole                                                                | -                                                                         |                                                                           |
| 28-3-2007                                                                 | Talca                                                                     | Cile                                                                      | 1 – 1                                                                     | Costa Rica                                                                | Amichevole                                                                | -                                                                         |                                                                           |
| 2-6-2007                                                                  | San José                                                                  | Costa Rica                                                                | 2 – 0                                                                     | Cile                                                                      | Amichevole                                                                | -                                                                         |                                                                           |
| 6-6-2007                                                                  | Miami                                                                     | Costa Rica                                                                | 1 – 2                                                                     | Canada                                                                    | Gold Cup 2007 - 1º turno                                                  | 1                                                                         |                                                                           |
| 9-6-2007                                                                  | Miami                                                                     | Haiti                                                                     | 1 – 1                                                                     | Costa Rica                                                                | Gold Cup 2007 - 1º turno                                                  | 1                                                                         |                                                                           |
| 11-6-2007                                                                 | Miami                                                                     | Costa Rica                                                                | 1 – 0                                                                     | Guadalupa                                                                 | Gold Cup 2007 - 1º turno                                                  | 1                                                                         |                                                                           |
| 22-8-2007                                                                 | San José                                                                  | Costa Rica                                                                | 1 – 1                                                                     | Perù                                                                      | Amichevole                                                                | -                                                                         |                                                                           |
| 8-9-2007                                                                  | East Hartford                                                             | Costa Rica                                                                | 0 – 0                                                                     | Honduras                                                                  | Amichevole                                                                | -                                                                         |                                                                           |
| 12-9-2007                                                                 | Toronto                                                                   | Canada                                                                    | 1 – 1                                                                     | Costa Rica                                                                | Amichevole                                                                | 1                                                                         |                                                                           |
| 13-10-2007                                                                | San Salvador                                                              | El Salvador                                                               | 2 – 2                                                                     | Costa Rica                                                                | Amichevole                                                                | -                                                                         |                                                                           |
| 17-10-2007                                                                | San José                                                                  | Costa Rica                                                                | 1 – 1                                                                     | Haiti                                                                     | Amichevole                                                                | -                                                                         |                                                                           |
| 21-11-2007                                                                | Panama                                                                    | Panama                                                                    | 1 – 1                                                                     | Costa Rica                                                                | Amichevole                                                                | -                                                                         |                                                                           |
| 13-1-2008                                                                 | San José                                                                  | Costa Rica                                                                | 0 – 1                                                                     | Svezia                                                                    | Amichevole                                                                | -                                                                         |                                                                           |
| 30-1-2008                                                                 | Teheran                                                                   | Iran                                                                      | 0 – 0                                                                     | Costa Rica                                                                | Amichevole                                                                | -                                                                         |                                                                           |
| 6-2-2008                                                                  | Kingston                                                                  | Giamaica                                                                  | 1 – 1                                                                     | Costa Rica                                                                | Amichevole                                                                | -                                                                         |                                                                           |
| 26-3-2008                                                                 | Iquitos                                                                   | Perù                                                                      | 3 – 1                                                                     | Costa Rica                                                                | Amichevole                                                                | -                                                                         |                                                                           |
| 20-8-2008                                                                 | San José                                                                  | Costa Rica                                                                | 1 – 0                                                                     | El Salvador                                                               | Qual. Mondiali 2010                                                       | -                                                                         |                                                                           |
| 6-9-2008                                                                  | San José                                                                  | Costa Rica                                                                | 7 – 0                                                                     | Suriname                                                                  | Qual. Mondiali 2010                                                       | -                                                                         |                                                                           |
| 10-9-2008                                                                 | Port-au-Prince                                                            | Haiti                                                                     | 1 – 3                                                                     | Costa Rica                                                                | Qual. Mondiali 2010                                                       | -                                                                         |                                                                           |
| 11-10-2008                                                                | Paramaribo                                                                | Suriname                                                                  | 1 – 4                                                                     | Costa Rica                                                                | Qual. Mondiali 2010                                                       | 1                                                                         |                                                                           |
| 15-10-2008                                                                | San José                                                                  | Costa Rica                                                                | 2 – 0                                                                     | Haiti                                                                     | Qual. Mondiali 2010                                                       | -                                                                         |                                                                           |
| 19-11-2008                                                                | San Salvador                                                              | El Salvador                                                               | 1 – 3                                                                     | Costa Rica                                                                | Qual. Mondiali 2010                                                       | -                                                                         |                                                                           |
| 11-2-2009                                                                 | San José                                                                  | Costa Rica                                                                | 2 – 0                                                                     | Honduras                                                                  | Qual. Mondiali 2010                                                       | -                                                                         |                                                                           |
| 1-4-2009                                                                  | San José                                                                  | Costa Rica                                                                | 1 – 0                                                                     | El Salvador                                                               | Qual. Mondiali 2010                                                       | 1                                                                         |                                                                           |
| 3-6-2009                                                                  | San José                                                                  | Costa Rica                                                                | 3 – 1                                                                     | Stati Uniti                                                               | Qual. Mondiali 2010                                                       | -                                                                         |                                                                           |
| 6-6-2009                                                                  | Bacolet                                                                   | Trinidad e Tobago                                                         | 2 – 3                                                                     | Costa Rica                                                                | Qual. Mondiali 2010                                                       | -                                                                         |                                                                           |
| 27-6-2009                                                                 | San José                                                                  | Costa Rica                                                                | 1 – 0                                                                     | Venezuela                                                                 | Amichevole                                                                | -                                                                         |                                                                           |
| 3-7-2009                                                                  | Carson                                                                    | Costa Rica                                                                | 1 – 2                                                                     | El Salvador                                                               | Gold Cup 2009 - 1º turno                                                  | -                                                                         |                                                                           |
| 7-7-2009                                                                  | Columbus                                                                  | Giamaica                                                                  | 0 – 1                                                                     | Costa Rica                                                                | Gold Cup 2009 - 1º turno                                                  | -                                                                         |                                                                           |
| 10-7-2009                                                                 | Miami                                                                     | Costa Rica                                                                | 2 – 2                                                                     | Canada                                                                    | Gold Cup 2009 - 1º turno                                                  | 1                                                                         |                                                                           |
| 12-6-2009                                                                 | San Pedro Sula                                                            | Honduras                                                                  | 4 – 0                                                                     | Costa Rica                                                                | Qual. Mondiali 2010                                                       | -                                                                         |                                                                           |
| 9-9-2009                                                                  | San Salvador                                                              | El Salvador                                                               | 1 – 0                                                                     | Costa Rica                                                                | Qual. Mondiali 2010                                                       | -                                                                         |                                                                           |
| 10-10-2009                                                                | San José                                                                  | Costa Rica                                                                | 4 – 0                                                                     | Trinidad e Tobago                                                         | Qual. Mondiali 2010                                                       | 1                                                                         |                                                                           |
| 14-10-2009                                                                | Washington                                                                | Stati Uniti                                                               | 2 – 2                                                                     | Costa Rica                                                                | Qual. Mondiali 2010                                                       | -                                                                         |                                                                           |
| 14-11-2009                                                                | San José                                                                  | Costa Rica                                                                | 0 – 1                                                                     | Uruguay                                                                   | Qual. Mondiali 2010                                                       | -                                                                         |                                                                           |
| 18-11-2009                                                                | Montevideo                                                                | Uruguay                                                                   | 1 – 1                                                                     | Costa Rica                                                                | Qual. Mondiali 2010                                                       | 1                                                                         |                                                                           |
| Totale                                                                    |                                                                           | Presenze (4º posto)                                                       | 137                                                                       |                                                                           | Reti (6º posto)                                                           | 24                                                                        |                                                                           |

## Palmarès

### Giocatore

#### Club

##### Competizioni nazionali
- Primera División de Costa Rica: 9

Saprissa: 1997-98, 1998-99, 2003-04, 2005-06, 2006-07, Invierno 2007, Verano 2008, Invierno 2008 e Verano 2010

##### Competizioni internazionali
- CONCACAF Champions' Cup: 1

Saprissa: 2005

#### Nazionale
- Coppa Centroamericana: 3

1999, 2003, 2007

#### Individuale
- Miglior marcatore della CONCACAF Gold Cup: 1

2003
- Miglior giocatore della Primera División de Costa Rica: 2

2004, 2009

### Allenatore

#### Competizioni nazionali
- Campionato costaricano: 1

Saprissa: Clausura 2020

#### Competizioni internazionali
- CONCACAF League: 1

Saprissa: 2019